# Elmarknad
Med elmarknad avses den marknad som byggs upp av affärsrelationerna mellan de aktörer som är inblandade i produktion, leverans och konsumtion av elektricitet och där det råder konkurrens mellan aktörer med samma roll.
Elektricitet är av naturen svår att lagra och måste vara tillgänglig när den behövs. Till skillnad från andra produkter är det inte möjligt under normala driftförhållanden att lagra, fördela eller att ha konsumenter i kö för att få tillgång till produkten. Behovet och produktionen skall vara i balans och varierar också kontinuerligt. Om det är obalans mellan produktion och konsumtion ökar eller minskar hastigheten på generatorerna och gör att nätfrekvensen (antingen 50 eller 60 hertz) ökar eller minskar. Om frekvensen riskerar att hamna utanför ett förutbestämt område kommer driftoperatören att agera genom att öka eller minska elproduktionen eller ta bort eller lägga till någon belastning. Dessutom bestämmer fysikens lagar hur elektriciteten rör sig i ett elektriskt nätverk. Omfattningen av transmissionsförluster och kraven på eldistribution i någon speciell gren av nätverket kommer att inverka på kostnadsoptimeringen för den genererade elektriciteten räknat per enhet.
Elmarknaden omfattar det distributionsnät som är tillgängligt för säljare, återförsäljare och slutkonsumenter i något geografiskt område. Marknaden kan gå utöver nationsgränser.

## Aktörer

### Aktörer mellan vilka det råder konkurrens
Inom elmarknaden råder konkurrens mellan de aktörer som bedriver elhandel.

#### Elanvändare
Elanvändare är den term som används i den svenska ellagen för den konsument eller näringsidkare som är slutförbrukaren av el. Elanvändaren måste teckna nätavtal med nätägaren för den uttagspunkt i elnätet där elanvändarens förbrukningsanläggning är ansluten. Nätägaren är "elanvändare" för sitt näts överföringsförluster och måste köpa in den el som förbrukas vid eldistributionen.

#### Elproducent
Elproducent är den aktör på elmarknaden som producerar el. Elproducenten måste teckna nätavtal med nätägaren för den inmatningspunkt i elnätet där elproducentens produktionsanläggning är ansluten. Elproducenten betalar en nätavgift till nätägaren, men enligt ellagen ska elproducenten få kreditering för elproduktionens resulterande minskning av överföringsförluster i elnätet och eventuell minskat abonnemang som nätägaren har till överliggande nät.
För att få mata in el på elnätet krävs att elproducenten har någon som tar balansansvar för elleveransen i inmatningspunkten till elnätet.
I en del länder är elmarknaden avreglerad som till exempel i Sverige där den avreglerades 1996. Detta innebär att konkurrens införs mellan elproducenterna.

#### Elhandelsföretag
Elhandelsföretaget delas upp i följande roller:
- Elleverantör (Elåterförsäljare)
- Balansansvarig
- Eltrader

##### Elleverantör
Elleverantör är den aktör som har leveransavtal med elanvändarna (konsumenter eller näringsidkare).
Elleverantörerna måste köpa in elen direkt från en producent, från en trader eller från marknadsplatsen. Elhandel bedrivs antingen som fastkraft med fasta energivolymer eller "ta vad du vill ha och betala sen" avtal (take and pay). Bland elanvändarna är den senare avtalsformen den vanligaste och baseras enbart på uppmätt energi.
Det är inte elleverantören som ansvarar för överföringen av elen på nätet – det är nätägarna, däremot är elleverantören enligt ellagen leveransskyldig för den el som tas ut av elanvändarna i elnätens uttagspunkter. Leveransskyldigheten innebär att elleverantören inte har rätt att avbryta elleveransen utan medgivande från elanvändaren. Om elanvändaren inte betalar sina elräkningar finns det regler för hur elleverantören kan säga upp elleveransavtalet.
För att få leverera el kräver ellagen också att elleverantören har någon som tar balansansvar för elleveransen i uttagspunkten i elnätet.
Avreglering av elmarknaden innebär att konkurrens infördes mellan elleverantörerna. Den svenska elmarknaden avreglerades 1996. Genom att aktivt välja elleverantör och avtalsform kan en elanvändare påverka sin kostnad för elen.
Vid ett leverantörsbyte tecknar elanvändaren avtal om elleveransen med elleverantören. Det är elleverantören som sedan administrerar leverantörsbytet och anmäler till nätägarna när elleveransen ska påbörjas. Leverantörsbyten kan ske vid varje månadsskifte och då en elanvändare flyttar in i en bostad (förbrukningsanläggning).

### Aktörer med infrastrukturen som gör elmarknaden möjlig
För att elmarknaden ska fungera krävs att några aktörer svarar för infrastrukturen.

#### Nätägaren
Nätägaren är den aktör som äger elledningarna som förbinder produktions- och förbrukningsanläggningar. Nätägarna överför/distribuerar elen mellan elproducenten och elanvändaren via stam- regional- och lokalnät. Nätägaren ansvarar också för att mäta den inmatade eller uttagna elenergin samt rapportera mätvärden till berörda parter bl.a. till elleverantören. För att veta till vilken aktör mätvärden ska rapporteras håller nätägaren reda på vem som är elleverantör och balansansvarig för respektive leveranspunkt (mätpunkt). Således bär nätägaren upp hela infrastrukturen för elmarknaden.
Ellagen reglerar Nätägarens verksamhet. I ellagen föreskrivs förutom ovanstående att till exempel nätägaren inte får bedriva handel med el.
I praktiken är det omöjligt att byta nätägare, är man inte nöjd med sin nätägare måste man flytta till ett nät med en annan nätägare som den ytterst drastiska lösningen. Nätägaren är skyldig att ansluta produktions- och förbrukningsanläggningar till sitt nät och överföra elen till och från dessa anläggningar. Nätägaren har ett nätavtal med producenter- och elanvändare anslutna till sitt nät. När man flyttar in eller ut i en bostad är det viktigt att man i god tid tecknar avtalet (anmäler inflyttning) eller säger upp avtalet (anmäler utflyttning). Vid utflyttning riskerar man annars att få betala nättariffen tills man anmält utflyttningen.
Det koncessionspliktiga nätet sträcker sig fram till en fastighet. Inom en fastighet är inte elnätet koncessionpliktigt och ägs av fastighetsägaren. I många flerbostadsfastigheter har fastighetsägaren överlåtit ansvaret att mäta elförbrukningen till varje lägenhet till nätägaren. Om så är fallet gäller ellagens regler för byte av elleverantör även i det icke koncessionspliktiga fastighetsnätet. Om däremot fastighetsägaren själv svarar för energimätningen krävs att fastighetsägaren avtalar med nätägaren om att byte av elleverantör kan ske inom fastigheten (vilket är en mindre vanlig lösning). Fastighetsägaren har i de senare fallen en monopolliknande situation och villkoren för elleveransen inom fastigheten regleras i hyresavtalet med hyresgästerna/elanvändarna.

#### Systemansvarig
Systemansvarig för elförsörjningen är den som kopplar ihop den fysiska överföringen av elen med den kommersiella elhandeln. Genom att teckna avtal med aktörer kallade balansansvariga som tar på sig ansvaret att tillföra elsystemet lika mycket el som levereras säkerställs att den överförda elenergin alltid är i balans.

## Elhandel
Elhandelns drivkrafter består dels av elanvändarens önskan att köpa el till lägsta kostnad (efterfrågan) och elproducentens önskan att producera med vinst (utbud) samt av behovet att styra elanvändarens förbrukning när elproduktionen inte räcker. Elpriset ut till elanvändaren styrs inte av produktionskostnader utan av en mekanism som gör att både elöverskott (där el kan exporteras till marknader med högre elpriser) och elunderskott (där el kan importeras från marknader med högre elpriser) hos producenter skapar höjda elpriser genom så kallad marginalprissättning.
Elhandel berör alla aktörsrollerna i kedjan: Elproducent – Elhandelsföretag – Elanvändare. Aktörsrollerna Elbörs, Systemansvarig och Balansansvarig är roller som också medverkar på elmarknaden av affärs- eller funktionsmässiga skäl. 
Elhandel delas upp i två huvudsakliga avtalsformer "ta allt du behöver och betala sen"-avtal (take & pay-avtal) och fastkraftavtal.
- Take & pay-avtal baseras på levererad elenergi för en viss tidsperiod uppmätt av en energimätare. Prissättningen kan antingen vara fast eller rörligt per energienhet (kWh eller MWh). Take & pay-avtal är den vanligaste avtalsformen till de flesta elanvändare.
- Fastkraftavtal baseras på en per tidsperiod fixerad energivolym. Energivolymen levereras oavsett vilka behov som finns. Ofta görs fastkrafthandeln upp i MWh per timme. Exempel på elhandel som sker med fastkraftavtal är den handel som sker avista via en elbörs eller bilateralt mellan elhandlare. Elhandeln på "engros"marknaden sker oftast i MWh per timme.

Elbörsen tillhandahåller även handel med el på termin.
En elanvändare som köper el som fastkraft vill givetvis få den köpta fastkraften tillgodoräknad d.v.s. den uppmätta energin reducerad med fastkraften. Detta kan enbart ske om elanvändaren får tillgodoräkna sig fastkraften i sin kraftanskaffning från elleverantören som säljer el i "take & payavtal".
Elanvändare kan fritt välja elleverantör. Byte av elleverantör sker alltid den första dagen i månaden. Den nya elleverantören ska anmäla bytet till nätägaren senast den 15:e i månaden innan den första leveransmånaden.
Prissättningen av levererad elenergi till elanvändare (konsumenter eller näringsidkare) med lägre elförbrukning sker vanligtvis i ören per kWh. Elanvändaren erbjuds fyra alternativ vid prissättning av den köpta elen:
- tillsvidarepris (även kallat anvisningspris)
- fast pris
- rörligt pris
- timpris

En ny kund brukar ges tillsvidarepris, som är ett slags fast pris som elleverantören kan ändra på eget initiativ. Ett fast pris är ett pris avtalat över en överenskommen tidsperiod. Det påverkas inte av priserna på elbörsen, däremot kan det påverkas av statliga beslut om skatter och liknande. Det rörliga priset är ett pris som följer elbörsens rörliga pris månad för månad. Då elleverantörerna för schablonavräknade uttagspunkter inte följer konsumtionen dag för dag beräknar de istället ett medelpris per månad baserat på det rörliga priset på elbörsen plus ett fastställt påslag plus statliga skatter och avgifter. Timpris innebär att priset bestäms av aktuell timmes pris på Nord Pool plus ett förutbestämt påslag. Generellt kan sägas att tillsvidarepris är minst förmånliga eftersom elbolaget helt kan ändra priset. Fasta priser och rörliga priser har samma förhållande till varandra som fast och rörlig ränta, det vill säga: det är omöjligt att på förhand veta om det ena eller det andra är lönsammast.
Vissa aktörer erbjuder konsumenter att gå samman i en elpool för gemensam upphandling av större volymer med syfte att på så sätt förbättra förhandlingsförmåga och erhålla lägre pris.

### Elmarknadsområde
Elmarknaden är organiserad så att balansansvariga redovisar sin handel med fastkraft till den transmissionsnätsoperatör (TSO) hos vilken man vill få fastkraftaffären tillgodogjord hos. TSO:erna organiserar elmarknaden i elmarknadsområden, populärt kallat elområde inom branschen. Mellan olika elmarknadsområden kan det förekomma att nätets överföringskapacitet inte räcker till, så kallade flaskhalsar, och där elhandeln måste begränsas.
Avreglerad elmarknad är ett elmarknadsområde. Bakgrunden till det är att nätet är tillräckligt starkt för att under normala omständigheter kunna överföra den el som ska levereras till förbrukning inom hela det berörda landet. Kapacitetsbrist, d.v.s. flaskhals i nätet, kan dock uppstå. De senaste åren har detta blivit vanligare i Sverige till följd av förändringar i elsystemet: 2021 och 2022 rådde t.ex. kapacitetsbrist mellan norra och södra Sverige under hälften av årets timmar, jämfört med 4 % av årets timmar under 2012.
Många länders elnät används också av omgivande länder för import och export utan att elen stannar inom landet, s.k. transit. Ett exempel på detta är i Sverige där elnätet är sammankopplat med flera omgivande länder som t.ex. Danmark, Finland, Norge, Tyskland och Polen. Transit resulterar relativt ofta att kapaciteten i interna svenska flaskhalsar kan komma att överskridas. För att säkerställa att nätet inte överbelastas har Svenska kraftnät tillämpat exportbegränsningar från södra Sverige vid sådana tillfällen.
I andra länder med ett svagare elnät tillämpas s.k. marknadsdelning där elmarknaden inom landet delas upp vid flaskhalsarna i elmarknadsområden och där elhandeln begränsas mellan områdena.
De exportbegränsningar som tillämpats i vissa länder som t.ex. Sverige vid kapacitetsbegränsningar i nätet har ogillats av aktörer med intresse för att exporten upprätthålls. Av den anledningen har EU:s konkurrensmyndighet ålagt bland annat Sverige att dela upp elmarknaden i flera elmarknadsområden. År 2024 är Sverige uppdelat i fyra elområden, numrerade SE1-SE4 från norr till söder. ENTSO-E håller för närvarande på med en elområdesöversyn som beräknas vara klar tidigast 2027. 
Elbörsen är den enda aktör som tillåts handla över en flaskhals mellan elmarknadsområden. Elbörsens handel måste begränsas till den överföringskapacitet som TSO:n tilldelar elbörsen. Elbörsen balanserar utbud och efterfrågan genom de områdespris som elbörsen fastställer i de olika elmarknadsområdena, vilket medför att handeln mellan områdena kommer ligga inom den tillgängliga kapaciteten. Områdespriset är lågt i ett område med produktionsöverskott och högt i ett område med produktionsunderskott om det är kapacitetsbegränsningar mellan områdena. Utan kapacitetsbegränsningar är områdespriserna samma i intilliggande områden.

### Elbörs
Elbörsen gör det möjligt för elhandlare att på ett konkurrensneutralt sätt köpa och sälja elenergi (fastkraft).
Handeln på elbörsen delas upp i en marknadsplats för dagen före handel (day ahead market) och en marknadsplats för handel under leveransdygnet (intra day market).
Handeln på elbörsen föregås av budgivning med köp- respektive säljbud per elmarknadsområde. Inom elbörsen kallas elmarknadsområde, anmälningsområde (vid budgivning), prisområde (efter avslutad handel) eller elbörsområde (allmän beteckning).

### Reglermarknad
Reglermarknaden syftar till att ge den systemansvariga ett instrument för att upprätthålla den momentana balansen i elsystemet (sekundär frekvensreglering). Elsystemets momentana balans mäts genom frekvensen på spänningen. Frekvensen i det nordiska elsystemet ska vara 50 Hz.
På reglermarknaden handlar den systemansvarige med reglerkraft. Den systemansvarige köper och säljer reglerkraft från/till balansansvariga med reglerobjekt (produktion) som är lättreglerad.  De balansansvariga ger bud (Kr/MW) för upp- respektive nedreglering.
Vid underbalans (låg frekvens) köper (avropar) den systemansvarige reglerkraft varvid den balansansvarige reglerar upp produktionen . Vid överbalans (hög frekvens) säljer (avropar) den systemansvarige reglerkraft varvid den balansansvarige reglerar ned produktionen. Systemansvarigs köp av reglerkraft innebär att systemet uppregleras och försäljning av reglerkraft innebär att systemet nedregleras.

### Elcertifikat
Svensk-norska elcertifikat tilldelas de elproducenter som producerar el från elcertifikatberättigade elproduktionsanläggningar baserat på förnyelsebara energikällor såsom vindkraft, solenergi, geotermisk energi, vågenergi, vissa biobränslen samt viss vattenkraft. Elcertifikatsystemet ger elproducenter en extra intäkt som gör det lönsammare att investera i förnybar elproduktion.
Systemet med elcertifikat infördes ursprungligen den 1 maj 2003 i Sverige för att öka andelen förnyelsebar elproduktion till år 2016 med 17 TWh. År 2006 gjordes en förändring av elcertifikatsystemet som innebar att det förlängs till och med 2030. År 2012 Målsättning inom certifikatsystemet har senare höjts till 28,4 TWh för 2020. Med energiöverenskommelsen höjdes målsättning till 36,4 TWh för 2030 samtidigt som systemet förlängdes till 2045.
För varje producerad MWh el från elcertifikatberättigade produktionsanläggningar erhåller producenten ett elcertifikat. Elcertifikaten skapas genom att mätvärden från de elcertifikatberättigade produktionsanläggningarna rapporteras till Svenska kraftnäts system Cesar. I Cesar tilldelas producenterna elcertifikaten som sin tur kan överlåta dessa till elleverantörer eller andra som handlar med elcertifikat. I Cesar publiceras statistik över omsättning och priser för elcertifikaten.
Elleverantörerna (och vissa elanvändare) är tvungna att skaffa sig elcertifikat i proportion till hur mycket el de levererar, så kallad kvotplikt. Därmed skapas en efterfrågan för elcertifikaten. Detta leder i sin tur till att det uppstår en marknad för elcertifikaten eftersom elleverantörerna måste köpa elcertifikat från de producenter som har certifikatberättigad produktion.
Elleverantörerna är skyldiga att baka in kostnaden för elcertifikatet i elpriset till elanvändarna.
Elleveranser till viss elintensiv industri är undantagna från kvotplikten.
Från 2012-01-01 gäller en ny lag benämnd lagen (2011:1200) om elcertifikat i Sverige.
Den nya lagen innehåller regler som gör det möjligt för Sverige att ha en gemensam elcertifikatsmarknad med andra länder. I övrigt innehåller lagen bland annat följande ändringar mot tidigare lag:
1. Kraven skärps för att el som produceras med vattenkraft ska kunna tilldelas elcertifikat.
2. Mindre producenter av el som själva använder den el de producerat får undantas från kvotplikt.
3. En förändring gällande beslut om annullering av elcertifikat. Det är Energimyndigheten, i sin egenskap av tillsynsmyndighet, som kommer att besluta om hur många elcertifikat som ska annulleras. Myndigheten skickar sedan uppgift om antalet elcertifikat till Svenska kraftnät, som annullerar certifikaten den 1 april varje år.

I Sverige och sedan 2012 Norge är alla delar i arbetet med att etablera en svensk-norsk elcertifikatsmarknad klara.  

#### Kostnad för elcertifikat 2003–2021
Nedan visas prisutvecklingen för elcertifikat i Sverige under tiden 2003 till 2021.  Ett pris på 10 kr/MWh motsvarar 1 öre/kWh.

## Elnät
Elnäten delas upp i transmissionsnät (stamnät) och distributionsnät (regionnät och lokalnät). Till elnätet ansluts anläggningar i uttagspunkter, inmatningspunkter eller gränspunkter. I dessa anslutningspunkter är nätföretaget skyldigt att mäta energiöverföringen. Till uttagspunkter är förbrukningsanläggningar anslutna. Till inmatningspunkter är produktionsanläggningar är anslutna. Till gränspunkter är andra nät anslutna.

### Koncession
Överföring av elektricitet är att betrakta som ett naturligt monopol, det vill säga en infrastruktur orimlig att konkurrensutsätta ur ett samhällsekonomiskt perspektiv (i likhet med till exempel väg, vatten och avlopp). För att få bygga elledningar över allmän mark krävs att man får koncession från staten. I Sverige är det Energimarknadsinspektionen som utfärdar nätkoncessioner. Nätkoncessionerna indelas i koncession för område (lokalnät) och linjekoncession (regionnät). Detta ställer krav på samhället att utforma reglering, så att kvalitet och konsumentpris är skäliga. Förutsättningarna ser olika ut i olika länder.

### Nätavgift
Nätägaren tar för hushåll och andra elanvändare med lägre eluttag från nätet vanligtvis ut två priser för sina tjänster: fast pris och pris per kilowattimme. Det fasta priset baseras på säkringsstorleken. Energimarknadsinspektionen övervakar så att nätägarens nättariffer är skäliga. Är man inte nöjd med sin nättariff kan man klaga till Energimarknadsinspektionen.
Eftersom man betalar den fasta avgiften beroende på huvudsäkringens storlek är det viktigt att säkringen är anpassad till det uttag man har. Om till exempel huset tidigare varit eluppvärmt och man övergår till annan uppvärmning, är det viktigt att man minskar huvudsäkringens storlek för att därmed minska sina fasta nätkostnader. För att byta till lägre säkringsstorlek tar man kontakt med en elinstallatör som i sin tur anmäler säkringsbytet till nätägaren.
Vid flerbostadshus kan nätet anslutas till fastigheten i en eller ett fåtal punkter. En fastighetsägaren och hyresgästerna/bostadsrättsinnehavarna kan många gånger minska sina nätkostnader genom att ha en abonnemangspunkt eller ett fåtal abonnemangspunkter i nätavtalet med nätägaren i stället för att varje lägenhet har sitt eget nätabonnemang. I en sådan lösning kan det även vara fördelaktig vid upphandlingen av elen eftersom upphandlingen av en större volym sannolikt ger att bättre elpris än om var och en köper in sin egen el från elleverantören.

#### Schablonavräkningsområde
I lokalnät med uttagspunkter vid lågspänning (400/230 V) som inte mäts och avräknas per timma utan schablonavräknas kallas Schablonavräkningsområden. Samtliga uttagspunkter över 63 A huvudsäkring och all produktion skall vara timmätt och timavräknad. Ett schablonavräkningsområde är ett lokalnät som därför består av dels schablonavräknade uttagspunkter och dels timmätta och timavräknade uttagspunkter. Energin i schablonavräknade uttagspunkter ska sedan den 1 juli 2009 registreras (avläsas) månadsvis.
Schablonavräkningsområde som omfattar energi för samtliga uttagspunkter som inte är timmätta samt områdets förluster. Genom att all tillförsel (utbyten med andra nät samt produktion) och förbrukning över 63 A huvudsäkring är timmätt, kommer även residualen som beräknas vara energi per timme. Det är denna residual som kallas förbrukningsprofil.

### Icke koncessionspliktigt nät
Ett icke koncessionspliktigt nät är i första hand inom en fastighet och normalt inte ett nät som passerar allmän mark. Det icke koncessionspliktiga nätet är också normalt endast för elanvändarens egna behov och syftar inte till överföring för någon annans räkning.
Om ägaren till det icke koncessionspliktiga nätet och nätägaren till det koncessionspliktiga nätet kommer överens om att enskilda förbrukningsställen inom det koncessionspliktiga nätet ska mätas och avräkna av nätägaren gäller ellagens regler för leverantörsbyten även inom det icke koncessionspliktiga nätet.

## Avräkning
Avräkning är det begrepp som används för den process där energivolymer fastställs, kvalitetssäkras (valideras) och prissätts för att därefter ligga till grund för fakturering. Hur avräkningen är utformad är avgörande för den avreglerade elmarknadens effektivitet. För att uppnå effektivitet krävs att marknadens rutiner och informationsstruktur baseras på standardiserade metoder som kan tillämpas av samtliga aktörsroller på marknaden.
Inom elmarknaden skiljer man mellan timavräkning och schablonavräkning. En typ av timavräkning är den avräkning som Svenska kraftnät utför i balansavräkningen för att fastställa balansansvarigas timbalanser s.k. Balanskraft.
All produktion (genom mätning där inmatningspunkter ansluts till nätet) och alla utbyten mellan nät (genom mätning där gränspunkter kopplar samman olika nät) samt förbrukning där uttagspunkter ansluts till elnäten med en huvudsäkring över 63 A ska vara timmätt och timavräknad. Upp till och med 63 A kan uttagspunkterna schablonavräknas. Mätvärdesrapporteringen är organiserad i nätavräkningsområden.

### Nätavräkningsområde
Nätavräkningsområde är ett begrepp som används för att organisera mätvärdesrapporteringen i den avreglerade elmarknaden. Ett nätavräkningsområde definieras som ett elektriskt sammanhängande nät, ägt av en nätägare och där någon tagit på sig balansansvaret för områdets överföringsförluster. Nätavräkningsområdet avgränsas till andra nätområden genom att timmätare i gränspunkterna mäter upp import/export till/från området.
Vid rapportering av timmätvärden till balansavräkningen eller till balansansvariga för den balansansvariges debitering av elleverantörer (som ligger under den balansansvariges balansansvar), aggregeras mätvärdena av nätägaren per nätavräkningsområde och aktör samt rapporteras till respektive aktörer. Mätvärden samlas in i gränspunkter till andra nät, inmatningspunkter (produktion) och uttagspunkter (förbrukning).

#### Gränspunkter
Energin i gränspunkter ska registreras per timme och samlas in varje dygn direkt efter dygnsskiftet. Enskilda mätvärden ska rapporteras till nätägaren till det angränsande nätavräkningsområdet. Aggregerade mätvärden för utbyten till angränsande nätavräkningsområden ska dygnet efter leveransdygnet rapporteras till Svenska kraftnät.

#### Inmatningspunkter
Energin i inmatningspunkter (produktion) ska registreras per timme och samlas in varje dygn direkt efter dygnsskiftet. Enskilda mätvärden ska rapporteras till producenten och till den elleverantör som köper elen av producenten. Aggregerade mätvärden för inmatning inom nätavräkningsområdet ska rapporteras per aktör (elleverantör och balansansvariga).

#### Uttagspunkter
Energin i uttagspunkter (förbrukning) ska registreras per timme om huvudsäkringen är större an 63 A och samlas in varje dygn direkt efter dygnsskiftet. Enskilda mätvärden ska rapporteras till elanvändaren och till den elleverantör som levererar elen till elanvändaren. Aggregerade mätvärden för förbrukning inom nätavräkningsområdet ska rapporteras per aktör (elleverantör och balansansvariga).

#### Nätförluster
I nätavräkningsområden där all förbrukning är timmätt (stamnät, regionalnät och vissa lokalnät) kan nätägaren beräkna nätförlusterna som ett timmätvärde. Dessa mätvärden rapporteras till den elleverantör som levererar el för nätförlusterna till nätägaren. Mätvärden för förluster inom nätavräkningsområdet ska rapporteras.

#### Schablonavräkningsområde
Schablonavräkningsområde är ett nätavräkningsområde där det finns uttagspunkter vid lågspänning som ska schablonavräknas. Vid fastställande av schablonavräkningsområden kan Svenska kraftnät göra avsteg från kravet att området ska vara elektriskt sammankopplat, men Svenska kraftnät har då tilläggskravet att områdets olika delar ska vara geografiskt i direkt anslutning till varandra, samt att delområdena matas från samma regionalnät. Ett schablonavräkningsområde bör om möjligt överensstämma med landets kommunindelning.
I schablonavräkningsområden beräknar och rapporterar nätägare en förbrukningsprofil som omfattar alla icke timmätta uttagspunkterna och områdets förluster. Förbrukningsprofilen rapporteras. Nätägaren ansvarar för energimätningen och är sedan 1 juli 2009 skyldig att för schablonavräknade uttagspunkter registrera (avläsa) mätvärden månadsvis (tidigare årsvis). Dessutom ska nätägaren läsa av energimätarna vid in- och utflyttning samt vid mätarbyte.

### Balansavräkning
Balansavräkning är den avräkning som utförs för att fastställa de balansansvarigas balanskraft.
Svenska kraftnät ansvarar för balansavräkningen i Sverige men sedan 1 maj 2017 utför det finska bolaget eSett balansavräkningen på uppdrag gemensamt med övriga nordiska TSOer. De nordiska TSOerna är Energinet (Danmark), Fingrid (Finland), Statnett (Norge) och Svenska kraftnät. De äger gemensamt eSett Oy.

#### Balanskraft
Balanskraft är skillnaden mellan tillförsel och leverans av energi för en balansansvarig. Balanskraft avräknas i balansavräkningen genom att beräkna skillnaden mellan vad som faktiskt levererats (uppmätt produktion eller förbrukning) och det som den balansansvarige planerade att leverera (produktionsplaner eller förbrukningsprognoser). Balanskraft avräknas som produktionsbalanskraft och förbrukningsbalanskraft med energi per timme och debiteras av Svenska kraftnät enligt villkor i balansansvarsavtalet.

### Schablonavräkning
Schablonavräkning syftar till att en volym av en vara eller produkt beräknas och prissätts efter en schabloniserad metod. Schablonavräkning inom elmarknaden delas in i två faser preliminär schablonavräkning och slutlig schablonavräkning (Reconciliation).
Inom elmarknaden infördes schablonavräkning mellan aktörerna vid den s.k. Schablonavräkningsreformen den 1 november 1999. Reformen innebär att elanvändare med lägre elförbrukning, som har anläggningar anslutna till elnätet med högst 200 A huvudsäkring från och med 1 november 1999 och från och med 1 juli 2006 med högst 63 A huvudsäkring, kan byta elleverantör utan att ha mätare som registrerar elenergin per timme. Sedan 1 juli 2009 ska alla schablonavräknade uttagspunkter (max 63 A) ha energimätare som avläses en gång per månad. Därigenom slipper elanvändarna bli preliminärdebiterade för sin elförbrukning. Schablonavräkningen sker i två steg, se vidare nedan.

#### Förbrukningsprofil (Load Profile)
Förbrukningsprofil kallas den energi för samtliga uttagspunkter inom ett "Schablonavräkningsområde" som inte är timmätta och timavräknade samt områdets förluster. Genom att all tillförsel (utbyten med andra nät samt produktion) och förbrukning över 63 A huvudsäkring är timmätt, kommer även residualen som beräknas vara energi per timme. Det är denna residual som kallas förbrukningsprofil. I Sverige utförs Schablonavräkningen på elmarknaden med hjälp av förbrukningsprofilen. Vid Svenska kraftnäts beräkning av de balansansvarigas balanskraft beräknas deras preliminära leverans av schablonavräknad förbrukning med hjälp av förbrukningsprofilen.

#### Andelstal (Load profile share)
Andelstal är en aktörs andel av förbrukningsprofilen i schablonavräkningsområden och uttrycks i kWh per månad. Andelstal finns dels som preliminära andelstal och slutliga andelstal och dels andelstal för förbrukning och förluster. Mellan 1999-11-01 och 2009-07-01 delades andelstalen upp i höglast (HL) och låglast (LL) (HL = 6:00–22:00,måndag—fredag; LL = övrig tid).

##### Preliminära andelstal
Preliminära andelstal beräknas av nätägaren per aktör (elleverantör resp. balansansvarig) och finns för förbrukning och för förluster. Preliminära andelstal för förbrukning beräknas för den kommande leveransmånaden och baserad på elleverantörens anmälda leveransstruktur och uttagspunkternas förbrukning samma månad året innan. Preliminärt andelstal för förluster är lika med slutligt andelstal för förluster samma månad ett år tidigare.

##### Slutliga andelstal
Slutliga andelstal beräknas av nätägaren per aktör (elleverantör resp. balansansvarig) och finns för förbrukning och för förluster. Slutliga andelstal för förbrukning beräknas genom att summera uppmätt månadsenergi baserat på aktuell leveransstruktur för alla schablonavräknade uttagspunkter för leveransmånaden efter att energimätarna har blivit avlästa. Månadsenergin är antingen uppmätt eller beräknad. Om energimätarna inte registrerar energin per månad fördelas den uppmätta energin till ett månadsvärde med hjälp av förbrukningsprofilens fördelning. Slutliga andelstal för förluster är förbrukningsprofilens energi minus summan av slutliga andelstal för förbrukning.

#### Preliminär schablonavräkning
Preliminär schablonavräkning baseras på historiska uppgifter om elförbrukningen och någon form av fördelning över tiden. Preliminär schablonavräkning utförs i avvaktan på att energimätarna blivit avlästa och den faktiska förbrukade elenergin blivit fastställd. För balansansvariga genomförs den preliminära schablonavräkningen i balansavräkningen genom att preliminärt och proportionellt fördela förbrukningsprofilens energi (timvärden) mellan de balansansvariga som har schablonleveranser till uttagspunkter i ett schablonavräkningsområde. Proportioneringen sker i förhållande till balansansvarigas preliminära andel (preliminära andelstal) av förbrukningsprofilen. På motsvarande sätt kan balansansvariga beräkna preliminära schablonleveranser till de elleverantörer som den balansansvarige är balansansvarig för. Det preliminära andelstalet kan i sig själv ligga till grund för preliminär debitering av elleverantören.

#### Slutlig schablonavräkning
Slutlig schablonavräkning sker efter att samtliga energimätare för schablonavräknade uttagspunkter i ett schablonavräkningsområde blivit avlästa och därmed fastställt den faktiskt förbrukade energin. Den faktiskt förbrukade energin uttrycks i slutliga andelstal per aktör. I slutavräkningen av schablonleveranserna beräknas skillnaden mellan slutlig leverans (slutliga andelstal) och den preliminära schablonleveransen, den s.k. Kvarkraften. För balansansvarigas räkning slutavräknar kvarkraften.

## Timmätning
Alla elkonsumenter har från den 1 oktober 2012 rätt att få sin elförbrukning mätt per timme, utan att behöva betala något extra. Genom en sådan timmätning ökar elkonsumentens möjligheter att påverka sitt elförbrukningsmönster och på så vis minska sin elkostnad.
Timmätning i kombination med timdebitering innebär att elkonsumenten betalar det timpris som gäller på marknaden när elen förbrukas och eftersom marknadspriset svänger över dygnet, i kraft av tillgång och efterfrågan, så kommer ett timmätt och timdebiterat elpris svänga på samma sätt. För det mesta var elpriset som lägst under sen kväll, nattetid och på helger och som högst mitt på dagen (på vardagar). Till exempel var priset 55 procent lägre vid 23.30-tiden den 17 augusti 2012 jämfört med priset vid 11.30-tiden samma dag, i elprisområde 3 och 4. I elprisområde 1 och 2 var prisskillnaden cirka 48 procent, med en pristopp vid 7.00-tiden på morgonen. 
Sedan solceller blivit vanligare har mönstret ändrats, i och med att solceller producerar som mest mitt på dagen. Detta medför att elpriserna ofta är högre på morgon och kväll medan de är lägre mitt på dagen, en så kallad ankkurva.

## Marknadsövervakning
Myndighet för övervakning av den svenska elmarknaden är Energimarknadsinspektionen.

## Elmarknadsbegrepp (Nomenclature in the electricity market)

### Balansansvar
Varje elproducerande företag som säljer/köper el på elbörsen har en balansansvarig. Den balansansvarige har till uppgift att ekonomiskt och tidsmässigt planera så att producerad och förbrukad elenergi i största möjliga mån överensstämmer genom elhandel eller egen produktion. Eventuella skillnader som uppstår debiteras ekonomiskt i efterhand. Vid obalans i elnätet så sjunker frekvensen. Det är Svenska kraftnät som ser till att det råder balans mellan förbrukad energi och tillverkad energi.  Idag sker det huvuddelen av balanshållningen i Sverige med hjälp av vattenkraft.

#### ebiX
ebiX står för European forum for energy Business Information eXchange och är en europeiska sammanslutning för att på europeisk bas utveckla standardiserade EDIEL-meddelanden. ebiX utvecklades från Nordel Ediel Nordic Forum efter att intresset för EDIEL väckts i samband med avreglering av elmarknaden. Sverige, Nederländerna och Tyskland var länder som tidigt var intresserade). Svenska kraftnät har varumärkesskyddat begreppet ebiX.
I Elforskstudien skissades hur EDIFACT-formatet kunde utnyttjas för EDI-meddelanden för branschen. Tack vare initiativ från Svenska kraftnät 1995 arbetades slutligen den formatstandard fram som började användas då elmarknaden avreglerades 1996.
För att få genomslag så att alla aktörer i elbranschen använder samma meddelandestandard föreskrivs i de svenska mätningsföreskrifterna att EDIEL-formatet ska användas vid elektronisk kommunikation med nätägarna.

### ENTSO-E
ENTSO-E (European Network of Transmission System Operators for Electricity) är en samarbetsorganisation inom elområdet mellan de europeiska systemansvariga.